# ایوالدو سیلوا دا آسیس
ایوالدو سیلوا دا آسیس (به پرتغالی: Evaldo silva De Assis) مدافع اهل برزیل است که در شهر Barra Mansa و در تاریخ ۱۷ اوت ۱۹۷۴ به دنیا آمده‌است.
ایوالدو سیلوا دا آسیس در تیم‌های فوتبال Volta Redonda سابقهٔ حضور دارد.